# Iowa Energy 2007-2008
La stagione 2007-08 degli Iowa Energy fu la 1ª nella NBA D-League per la franchigia.
Gli Iowa Energy arrivarono terzi nella Central Division con un record di 22-28, non qualificandosi per i play-off.

## Roster
| N° | Naz.                    | Ruolo | Sportivo          | Anno | Alt. | Peso |
| -- | ----------------------- | ----- | ----------------- | ---- | ---- | ---- |
|    | Stati Uniti (bandiera)  | AP    | Jackie Manuel     | 1983 | 198  | 85   |
|    | Stati Uniti (bandiera)  | C     | Anthony Tolliver  | 1985 | 203  | 109  |
|    | Stati Uniti (bandiera)  | A     | Demetris Nichols  | 1984 | 203  | 98   |
|    | Stati Uniti (bandiera)  | C     | Courtney Sims     | 1983 | 208  | 111  |
|    | Stati Uniti (bandiera)  | G     | Adam Haluska      | 1983 | 196  | 95   |
|    | Stati Uniti (bandiera)  | C     | Darryl Watkins    | 1984 | 211  | 117  |
|    | Stati Uniti (bandiera)  | G     | Shannon Brown     | 1985 | 193  | 93   |
|    | Messico (bandiera)      | G     | Jovan Harris      | 1981 | 191  | 83   |
|    | Stati Uniti (bandiera)  | P     | Curtis Stinson    | 1983 | 191  | 102  |
|    | Stati Uniti (bandiera)  | A     | Cedric Simmons    | 1986 | 206  | 107  |
|    | Stati Uniti (bandiera)  | C     | Jeff Hagen        | 1982 | 213  | 122  |
|    | Stati Uniti (bandiera)  | G     | Daequan Cook      | 1987 | 196  | 93   |
|    | Stati Uniti (bandiera)  | AP    | Josh Gross        | 1983 | 196  | 86   |
|    | Canada (bandiera)       | C     | Joel Anthony      | 1982 | 206  | 111  |
|    | Stati Uniti (bandiera)  | A     | Brandon Wallace   | 1985 | 206  | 92   |
|    | Burkina Faso (bandiera) | C     | Aristide Sawadogo | 1981 | 216  | 120  |
| 7  | Nigeria (bandiera)      | G     | Mike Efevberha    | 1984 | 193  | 88   |
| 11 | Stati Uniti (bandiera)  | G     | JamesOn Curry     | 1986 | 191  | 86   |
| 12 | Stati Uniti (bandiera)  | G     | Jeff Horner       | 1983 | 191  | 83   |
| 15 | Stati Uniti (bandiera)  | G     | Jahsha Bluntt     | 1984 | 198  | 99   |
| 18 | Argentina (bandiera)    | C     | Fabricio Vay      | 1986 | 205  | 107  |
| 21 | Stati Uniti (bandiera)  | AG    | Doug Thomas       | 1983 | 206  | 108  |
| 22 | Stati Uniti (bandiera)  | AP    | Luke Whitehead    | 1981 | 198  | 100  |
| 23 | Stati Uniti (bandiera)  | G     | Dwayne Mitchell   | 1982 | 196  | 95   |
| 32 | Nigeria (bandiera)      | C     | Deji Akindele     | 1983 | 216  | 111  |
| 41 | Stati Uniti (bandiera)  | C     | Nick Lewis        | 1983 | 208  | 115  |
| 44 | Stati Uniti (bandiera)  | A     | Keith Gayden      | 1983 | 203  | 99   |

## Staff tecnico
- Allenatore: Nick Nurse
- Vice-allenatore: Nate Bjorkgren, Gary Garner
- Preparatore atletico: Mia Del Hierro